# STS-52
STS-52 (englisch Space Transportation System) ist die Bezeichnung für einen Flug der US-amerikanischen Raumfähre Columbia (OV-102) im Rahmen des Space-Shuttle-Programms der Raumfahrtbehörde NASA. Der Start erfolgte am 22. Oktober 1992 vom Kennedy Space Center in Florida aus.
Die Hauptaufgabe der rund zehntägigen Mission war das Aussetzen des amerikanisch-italienischen Geodäsie-Satelliten LAGEOS 2 sowie der Betrieb der U.S. Microgravity Payload-1, einer in der Ladebucht der Raumfähre montierten Forschungsplattform. Nach Ende des als erfolgreich eingestuften Flugs landete Columbia am 1. November 1992 mit ihrer sechsköpfigen Besatzung wieder im Kennedy Space Center. Es war die 51. Space-Shuttle-Mission und der 13. Flug der Raumfähre Columbia.

## Mannschaft
Die Besatzung der Mission STS-52 wurde am 23. August 1992 durch die NASA bekannt gegeben:
- James Wetherbee (2. Raumflug), Kommandant
- Michael Baker (2. Raumflug), Pilot
- Charles Veach (2. Raumflug), Missionsspezialist
- William Shepherd (3. Raumflug), Missionsspezialist
- Tamara Jernigan (2. Raumflug), Missionsspezialistin
- Steven MacLean (1. Raumflug), Nutzlastspezialist (CSA)  Kanada

### Ersatzmannschaft
- Bjarni Tryggvason (CSA)  für MacLean

## Missionshöhepunkte
Die Hauptaufgabe der Mission STS-52 war das Aussetzen des Geodäsiesatelliten LAGEOS 2, den die italienische Raumfahrtagentur ASI in Zusammenarbeit mit der NASA gefertigt hatte. Der vergleichsweise kleine Satellit diente als Ergänzung zu LAGEOS 1, der bereits 1977 mit einer Delta-Trägerrakete gestartet worden war. Beide LAGEOS-Satelliten dienten zur genauen Vermessung der Erdoberfläche und halfen so unter anderem zur Überwachung von Verwerfungen in Erdbebengebieten.
In der Nutzlastbucht der Raumfähre befand sich darüber hinaus eine Forschungsplattform für materialwissenschaftliche Experimente. Die Nutzlast mit dem Namen United States Microgravity Payload-1 (USMP-1) absolvierte während der Mission ihren Erstflug und bestand aus drei bodengesteuerten Experimenten, die auf einer neuartigen Trägerplattform montiert waren.
Steven MacLean, der dritte kanadische Raumfahrer an Bord des Space Shuttles, arbeitete während des Flugs an einem eigenen Versuchsprogramm, den Canadian Experiments-2 (CANEX-2). Sie beinhalteten insgesamt zehn Experimente und basierten auf einer Forschungsreihe der Mission STS-41-G aus dem Jahr 1984. Des Weiteren war die Besatzung für die Bedienung einer Reihe von weiteren Nutzlasten im Mitteldeck der Crewkabine und in der Nutzlastbucht verantwortlich.

### Start

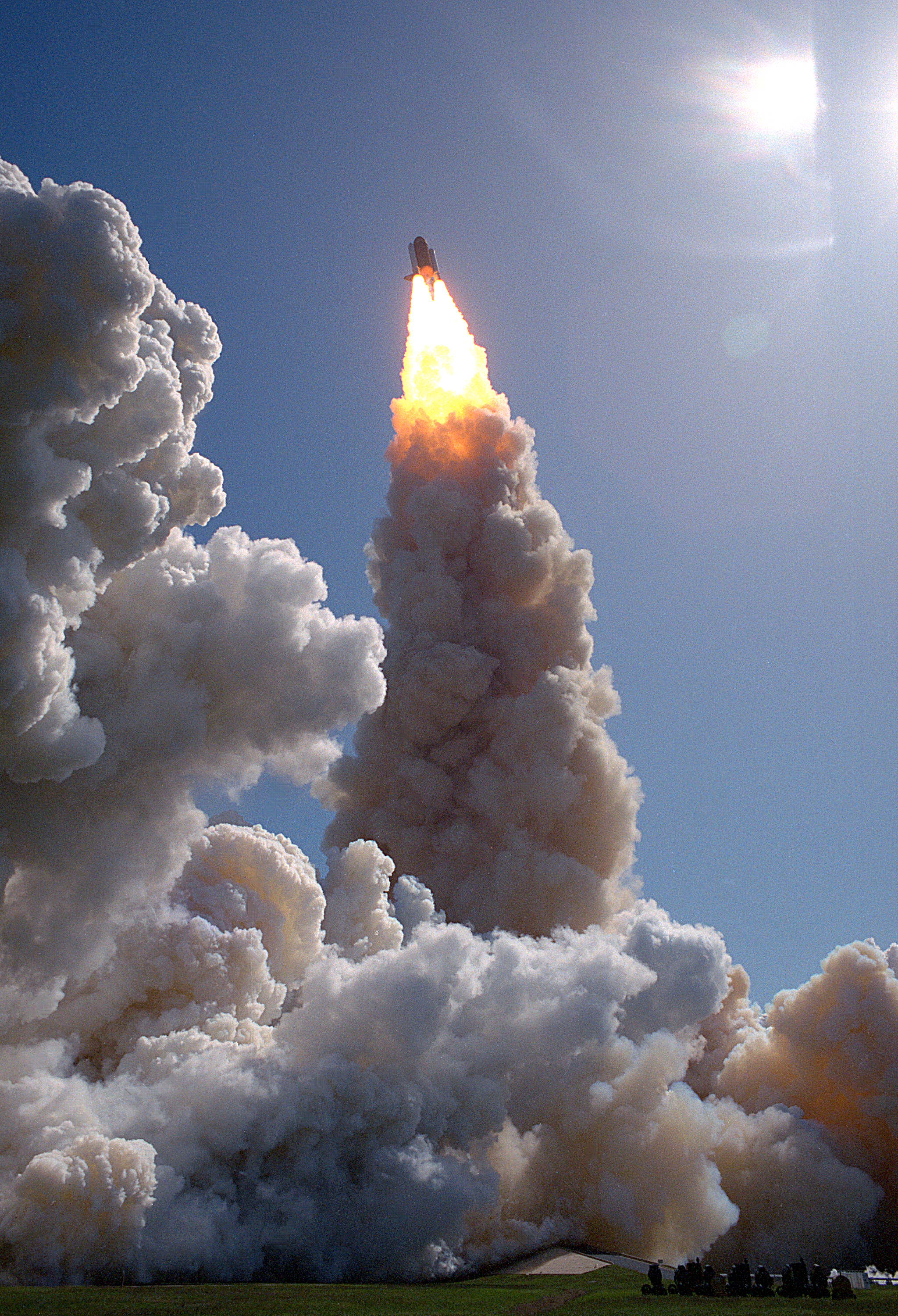
Start der Raumfähre Columbia zur Mission STS-52 am 22. Oktober 1992

Die Vorbereitungen für die Mission STS-52 begannen am 10. Juli 1992, nachdem Columbia von ihrem vorangegangenen Raumflug STS-50 zurückgekehrt war. Nach dem Abschluss der obligatorischen Nachinspektionen und Wartungsarbeiten wurde die Raumfähre am 20. September in der Shuttle-Montagehalle des Kennedy Space Centers, dem Vehicle Assembly Building, mit dem externen Treibstofftank und den beiden Feststoffraketen verbunden. Anschließend wurde das Space Shuttle zur Startrampe 39B gefahren, wo das Raumfahrzeug eine Countdown-Demonstration absolvierte. Der ursprünglich für Mitte Oktober geplante Start verzögerte sich allerdings, da auf der Startrampe eines der drei Haupttriebwerke der Raumfähre ausgetauscht werden musste. Der Ersatz des Triebwerks war nötig geworden, nachdem es Hinweise auf Risse in einem Kühlmittelverteiler der Düse gegeben hatte.
Der Countdown für STS-52 wurde am 19. Oktober um 16 Uhr ostamerikanischer Zeit (EDT) im Kennedy Space Center aufgenommen, womit die Startvorbereitungen in ihre letzte Phase eintraten. Der externe Treibstofftank wurde am Morgen des 22. Oktober mit Flüssigwasserstoff und Flüssigsauerstoff betankt. Die Besatzung bestieg die Columbia gegen 9 Uhr EDT. Das zweieinhalb Stunden lange Startfenster öffnete sich um 11:16 Uhr EDT (16:16 Uhr mitteleuropäischer Zeit). Bedingt durch schlechtes Wetter an einem Übersee-Notlandeplatz in Banjul (Gambia) und starker Seitenwinde am Startplatz verspätete sich der geplante Starttermin um rund zwei Stunden. Die NASA entschied sich schließlich trotzdem zu einem Start, obwohl die Querwinde auf der Landebahn des Kennedy Space Centers die Abbruchkriterien überschritten. Um 13:09:39 Uhr EDT (18:09 Uhr mitteleuropäischer Zeit) hob das Space Shuttle von der Startrampe ab, womit die Mission STS-52 offiziell begann. Das Gesamtstartgewicht betrug 2046 Tonnen.
Nach 2:03 Minuten Flugzeit wurden die beiden Feststoffraketen des Shuttles abgetrennt, nachdem sie ihren Treibstoff verbrannt hatten. Die drei Haupttriebwerke erreichten ihren Brennschluss 8:30 Minuten nach dem Start; der Außentank wurde bei 8:50 Minuten Flugzeit abgetrennt. Eine Analyse nach dem Flug kam später zu dem Schluss, dass sich während des Aufstiegs mehrere Teile der Schaumstoffisolierung des Tanks gelöst hatten. Die Raumfähre wurde von den Bruchstücken jedoch nicht getroffen. 37 Minuten nach dem Abheben stabilisierte eine 2:17 Minuten lange Zündung des orbitalen Manövriersystems (OMS) die Umlaufbahn der Columbia. Die Raumfähre befand sich danach in einem Orbit, dessen erdfernster Punkt (Apogäum) sich in einer Höhe von 302 Kilometer befand. Der erdnächste Punkt (Perigäum) lag in einer Höhe von 296 Kilometern; die Bahnneigung (Inklination) betrug 28,5 Grad. Ein Erdumlauf dauerte rund 90 Minuten.

### Aussetzen von LAGEOS 2

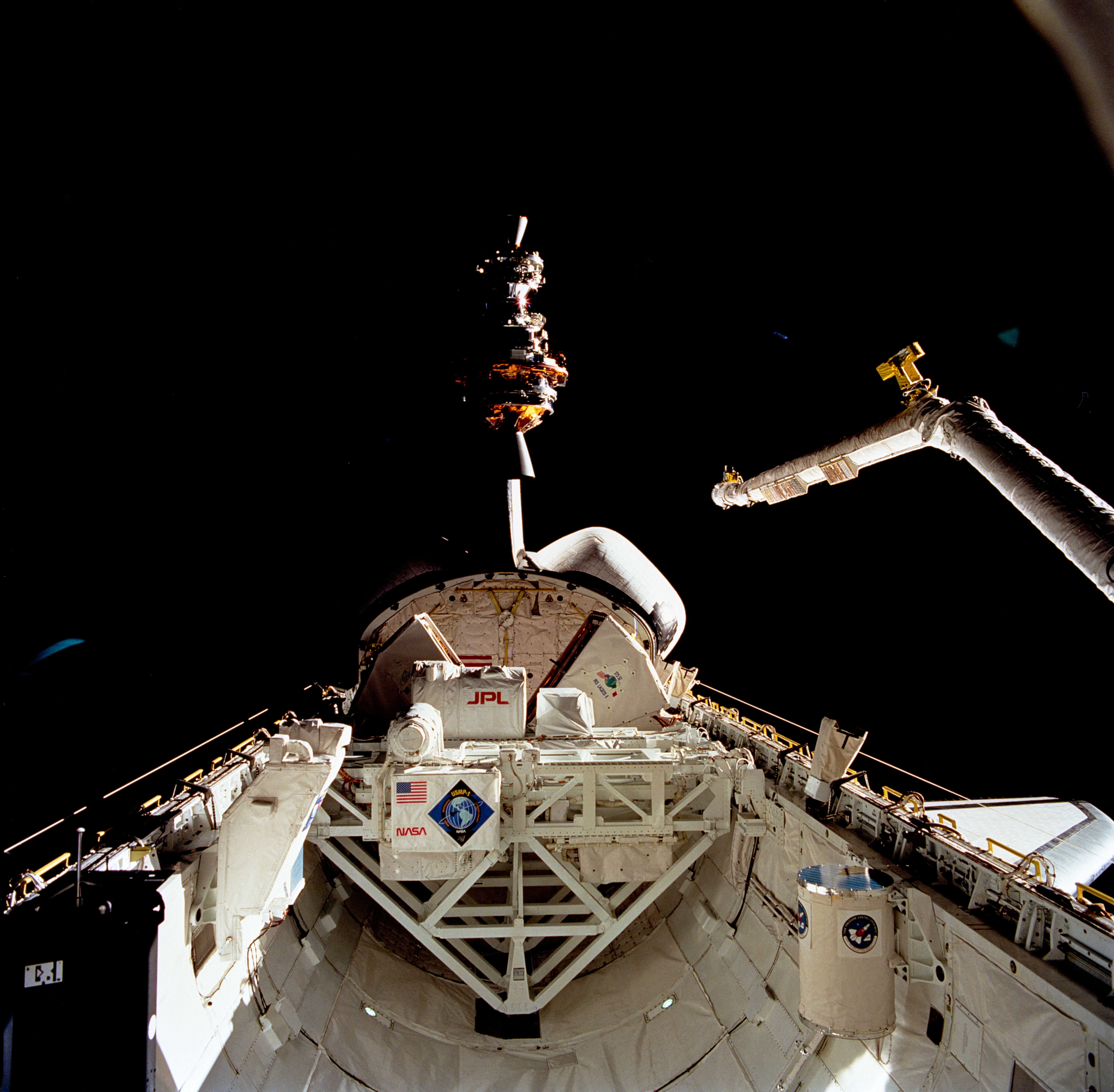
LAGEOS 2 verlässt die Nutzlastbucht der Columbia. Die IRIS-Oberstufe mit der Triebwerksdüse ist deutlich erkennbar.

Der Geodäsiesatellit LAGEOS 2 (Laser Geodynamics Satellite) wurde am zweiten Flugtag erfolgreich ausgesetzt. Unter der Aufsicht von Missionsspezialistin Tamara Jernigan verließ der spinstabilisierte Satellit um 8:56 Uhr Houstoner Zeit (14:56 Uhr mitteleuropäischer Zeit) die Nutzlastbucht der Columbia. Anschließend brachte die in Italien gefertigte Feststoff-Oberstufe IRIS (Italian Research Interim Stage) LAGEOS 2 mit einer Triebwerkszündung aus dem Parkorbit der Raumfähre in eine elliptische Umlaufbahn mit einer Höhe von 5.900 Kilometern und einer Bahnneigung von 52 Grad. Eine Zündung des satelliteneigenen Apogäumsmotors führte LAGEOS 2 wenige Stunden später in seinen endgültigen Orbit, wo er nach einem 30 Tage langen Testprogramm seinen wissenschaftlichen Betrieb aufnahm.
LAGEOS 2 ist ein vollständig passiver Erdtrabant, der ausschließlich der Laser-Entfernungsmessung (Satellite Laser Ranging) dient. Dabei werden Laserstrahlen von der Erde zum Satelliten gesendet und die Zeit, die von der Aussendung bis zur Rückkehr der Strahlen verstreicht, aufgezeichnet. Mit dieser Methode kann die Entfernung zwischen der Bodenstation auf der Erde und dem Satelliten im Weltraum mit hoher Genauigkeit bestimmt werden. Das Verfahren ermöglicht eine exakte Überwachung der Bewegungen der Erdkruste, was vor allem zur Beobachtung von regionalen Verwerfungen in Erdbebengebieten wie Kalifornien oder dem Mittelmeerraum beiträgt. Außerdem lassen sich mit Hilfe der Laser-Entfernungsmessung Form und Größe der Erde charakterisieren und die Länge eines Tages genauer ermitteln. Auch Informationen über Veränderungen der Erdachse werden mit dieser Technik gewonnen.
LAGEOS 2 ist aus zwei Aluminium-Halbkugeln gefertigt, die um einen zentralen Messingkern montiert sind. Der sphärische Satellit hat einen Durchmesser von 60 Zentimetern und wiegt 405 Kilogramm. Diese kompakte Bauweise ist nötig, um eine größtmögliche Stabilität zu garantieren. Im Inneren von LAGEOS 2 befinden sich 426 gleichmäßig verteilte Prismen. Sie besitzen einen Durchmesser von 3,8 Zentimetern und sind überwiegend aus Quarzglas hergestellt worden. Die Prismen reflektieren Licht zurück in die Richtung des Ursprungs. LAGEOS 2 ist gegenwärtig noch immer im Betrieb und wird erst in 8 Millionen Jahren wieder in die Erdatmosphäre eintreten.
Nachdem der Satellit LAGEOS 2 die Ladebucht der Columbia verlassen hatte, zündete Kommandant James Wetherbee das Manövriersystem der Raumfähre zwei Mal, um die Umlaufbahn der Columbia auf eine Höhe von 287 Kilometern abzusenken. Der niedrige Orbit trug den Bedürfnissen der USMP-Experimente Rechnung und erhöhte darüber hinaus die Zahl der Landegelegenheiten am Ende der Mission. Ebenfalls am zweiten Flugtag testete der Missionsspezialist Charles Veach den Roboterarm des Shuttles (RMS) mit einer zweiteiligen Prozedur, um dessen Funktionsfähigkeit zu prüfen.

### Betrieb von USMP-1
Die zweite Hauptnutzlast der Mission STS-52 war die Forschungsplattform USMP-1 (United States Microgravity Payload), die bei diesem Flug zum ersten Mal eingesetzt wurde. Sie beinhaltete drei materialwissenschaftliche Versuchsanordnungen, die auf einer neuartigen Trägerstruktur in der Nutzlastbucht der Columbia montiert waren. Alle Experimente wurden im Wesentlichen vom Nutzlastkontrollzentrum des Marshall Space Flight Centers ferngesteuert, wodurch eine Beteiligung der Besatzung an der Bedienung der Plattform nur selten notwendig war. USMP-1 war somit als Testlauf für ähnliche fernbediente Arbeitsabläufe an Bord von Raumstationen und anderen Erdsatelliten konzipiert.
Bei ihrem Erstflug setzte sich die USMP-Nutzlast aus drei Experimenten zusammen, die überwiegend der Grundlagenforschung in der Schwerelosigkeit dienten:
- Das Lambda-Point Experiment (LPE) untersuchte das Verhalten von Helium, während es vom flüssigen zum suprafluiden Zustand wechselt. Befindet sich Helium in der suprafluiden Phase, verliert es jegliche innere Reibung und weist darüber hinaus eine ungewöhnlich hohe Wärmeleitfähigkeit auf. Der Übergang Heliums vom normalflüssigen (fluiden) zum suprafluiden Zustand findet am so genannten Lambdapunkt statt, der bei einer Temperatur von 2,17 Kelvin liegt. Im Weltraum kann dieser Wechsel besser erforscht werden, da die Gravitation auf der Erde Druckunterschiede in einer Heliumprobe verursacht. Beim Lambda-Point Experiment befand sich eine Helium-Stoffprobe im suprafluiden Zustand in einem Kryostat. Während eines zweistündigen Laufs wurde die Temperatur dann jeweils für kurze Zeit über den Lambdapunkt gehoben, wodurch die Wärmeleitfähigkeit der Flüssigkeit während der unterschiedlichen Phasen aufgezeichnet werden konnte.
- Das MEPHISTO-Experiment entstand aus einer Kooperation zwischen der NASA, der französischen Raumfahrtagentur CNES und der französischen Atomenergiebehörde CEA. Sein Zweck war es, das Verhalten von Metallen und Halbleitern zu untersuchen, während sie erstarren. Dadurch sollte insbesondere der Einfluss der Gravitation auf die Fläche zwischen festen und flüssigen Phasen (die so genannte Grenzfläche) ermittelt werden. MEPHISTO besaß eine zylindrische Form und enthielt drei stabförmige Proben von Zinn-Bismut-Legierungen, die mit Hilfe von zwei Ofenanlagen erhitzt werden konnten. Während der Mission wurden die Proben im Verlauf von mehreren Läufen des Versuchs mehrmals geschmolzen und wieder verfestigt. Die Temperaturänderungen an der Grenzfläche wurden dabei ständig durch eine niedrige elektrische Spannung gemessen.
- Das Space Acceleration Measurement System (SAMS) war als einziges der Experimente von USML-1 schon bei früheren Shuttle-Missionen zum Einsatz gekommen. Die Anlage war dazu konzipiert, geringe Beschleunigungen während des Betriebs der Plattform aufzuzeichnen, die die Ergebnisse der Versuche verfälschen könnten. Während der Mission STS-52 waren zwei SAMS-Einheiten auf der Trägerplattform von USMP-1 installiert. Beide verfügten über zwei Sensorköpfe, um Beschleunigungen zu registrieren, die die erlaubten Grenzwerte überschritten. Die gesammelten SAMS-Daten konnten während des Flugs an das Nutzlastkontrollzentrum übermittelt werden, wodurch der Betrieb der USMP-Experimente gegebenenfalls angepasst werden konnte.[5]